# 赵书月
赵书月（1943年—），河北交河（今属泊头市）人，中国人民解放军将领、中国人民解放军中将。 
2002年，授予中国人民解放军中将，曾任第二炮兵副司令员。 
2008年，当选第十一届全国政协委员，代表特别邀请人士，分入第五十六组。